# ماهیچه پهن میانی
ماهیچهٔ پهنِ میانی (به انگلیسی: Vastus intermedius) یا عضلهٔ پهنِ میانی، یکی از بخش‌های ماهیچه چهارسر ران است که کارکرد آن اکستنشن زانو است.
سرِ ثابتِ آن سرتاسر خط خشن استخوان ران و سرِ متحرکِ آن لبه‌های استخوان کشکک است.
دو ماهیچهٔ پهن میانی و پهلویی، به‌ویژه در حالت انقباض ایزومتریک، به‌راحتی قابل مشاهده و لمس هستند. ماهیچه پهن پهلویی (واستوس لَتِرالیس) نسبت به سه ماهیچهٔ دیگرِ چهارسر ران، وسعت بیشتری دارد. ماهیچهٔ پهن میانی (واستوس مِدیالیس) در مقایسه با پهن پهلویی بیشتر به طرف پایینِ ران متمایل است. ماهیچهٔ پهن میانی نقش مهمی در صاف کردن زانو در دامنهٔ انتهایی دارد. همچنین، این ماهیچه در هنگام تحمل وزن از عوامل مهم ثبات زانو محسوب می‌شود.

## نگارخانه

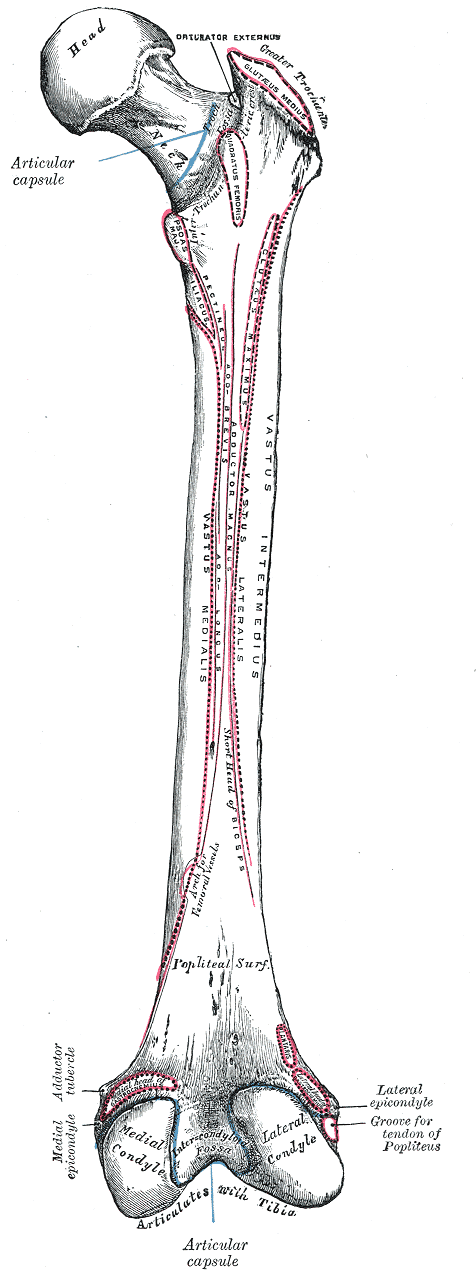
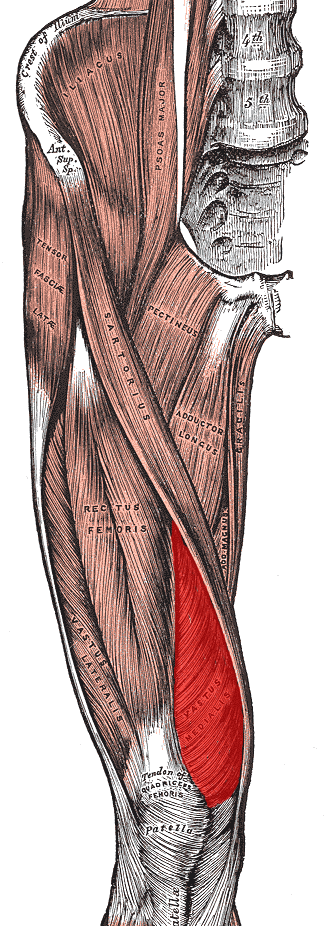
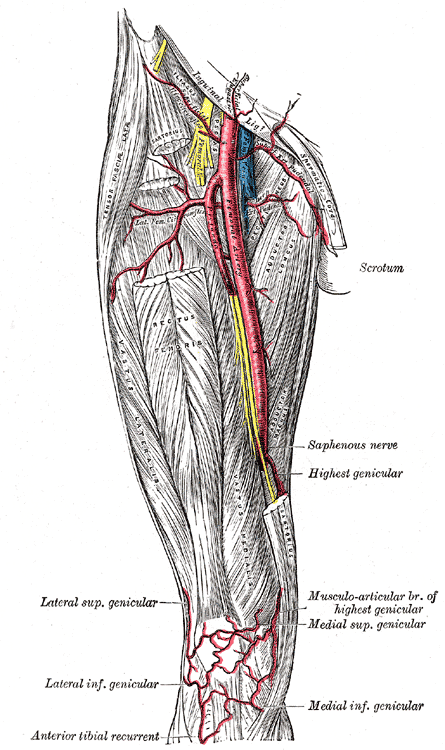
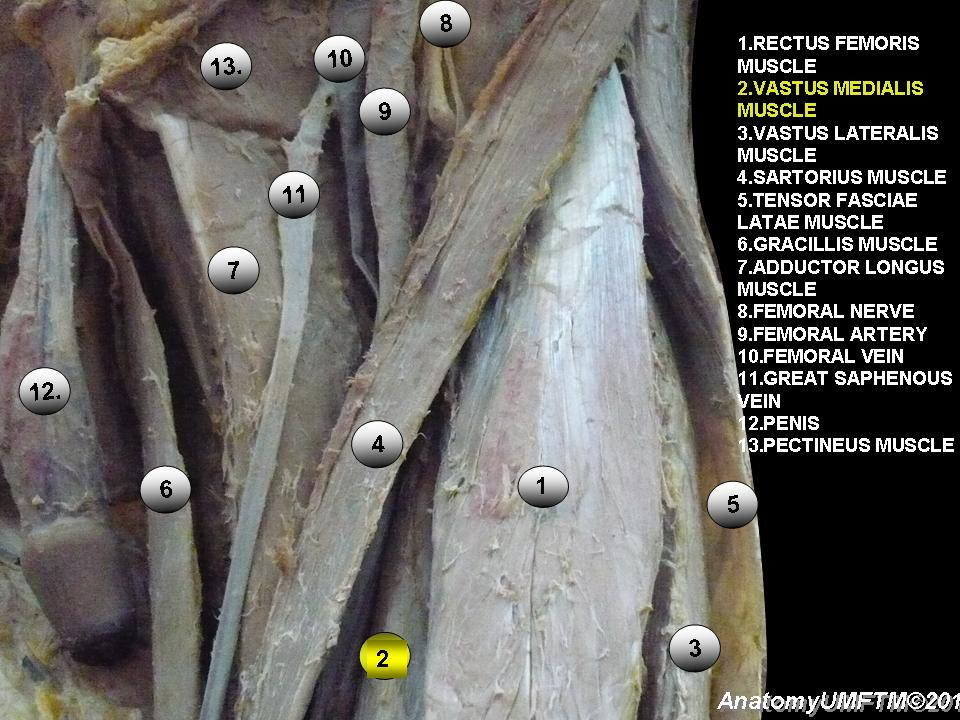
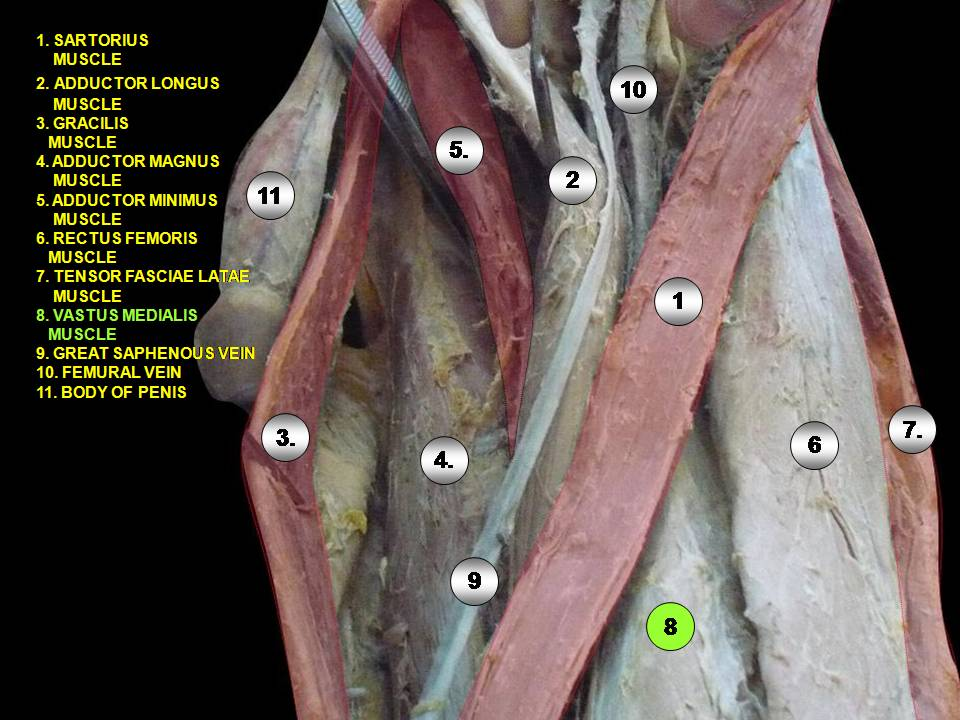
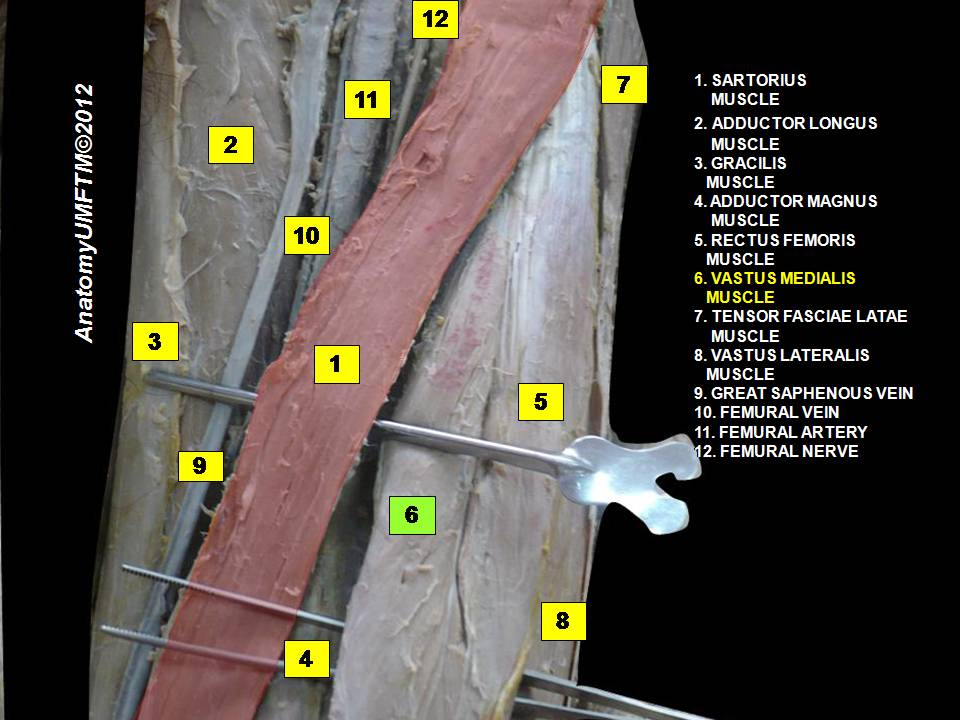
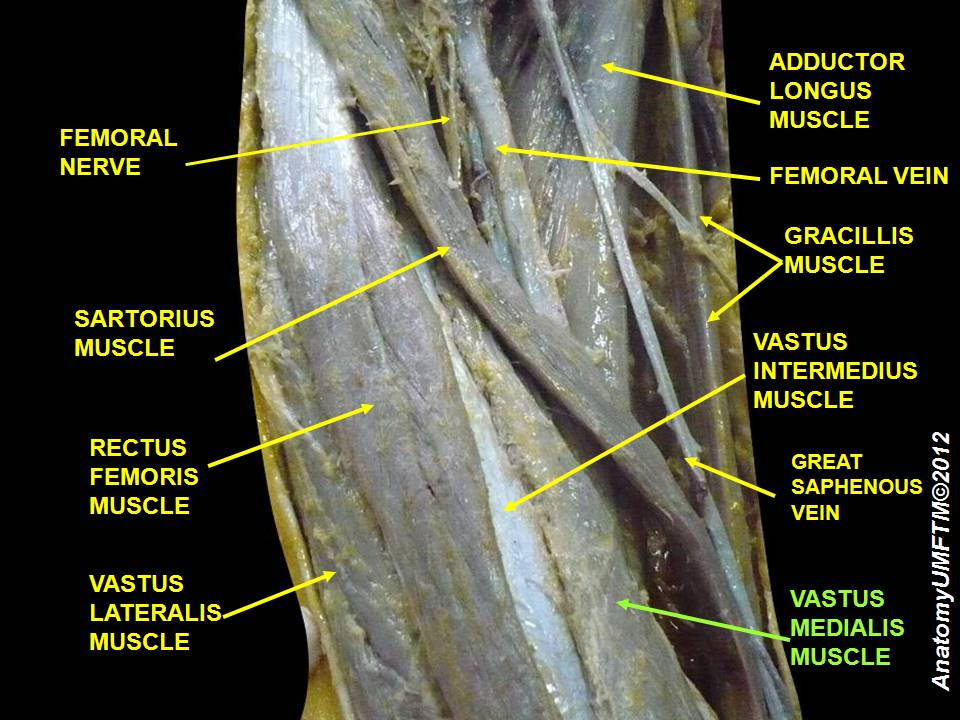
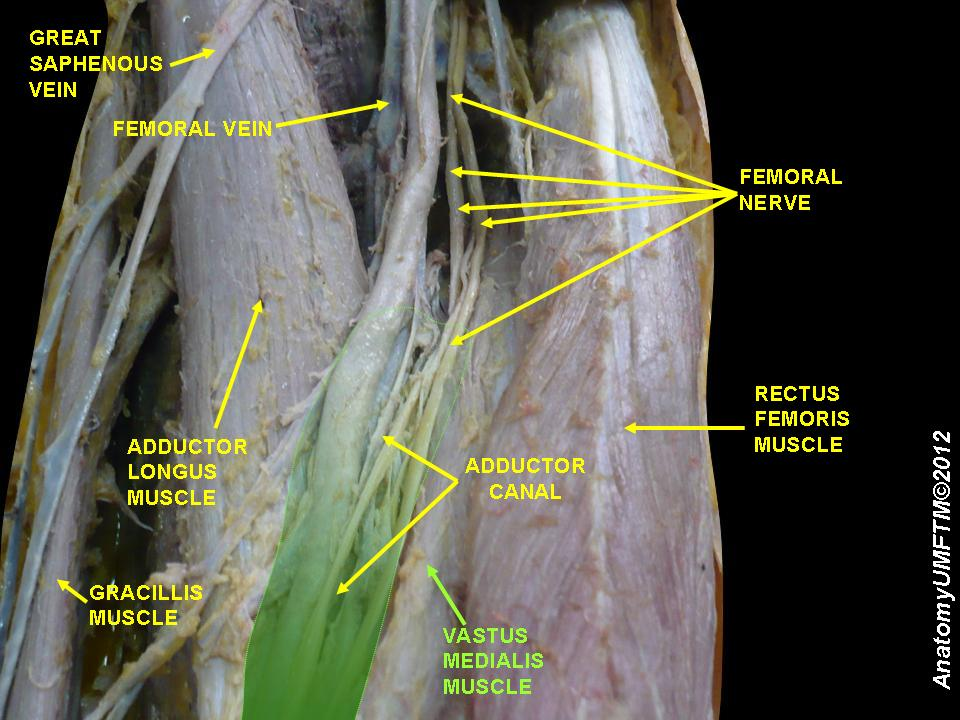
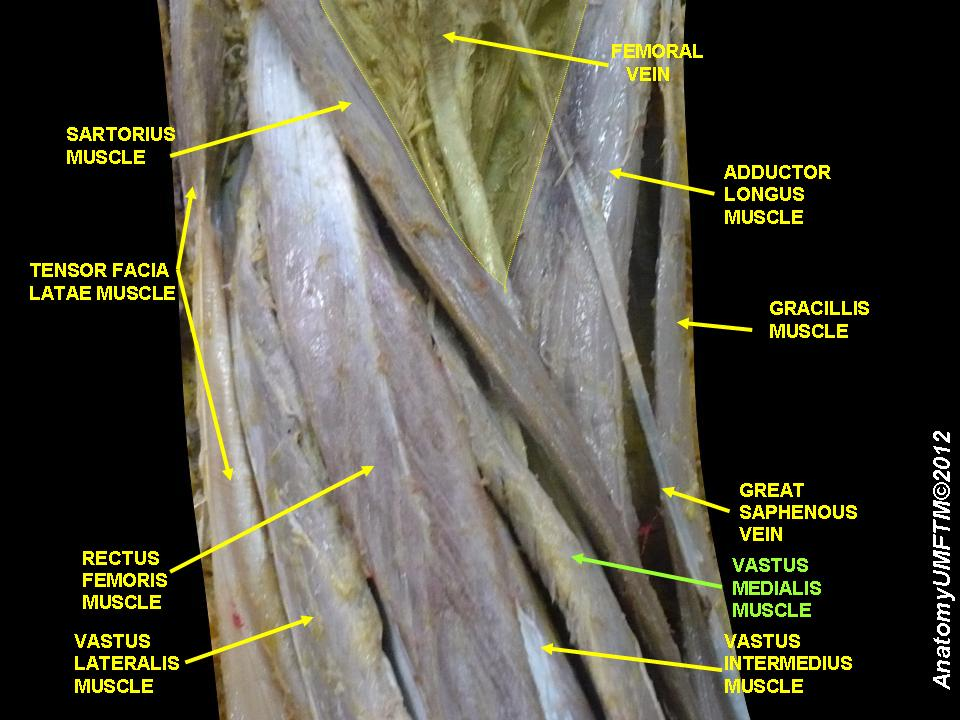
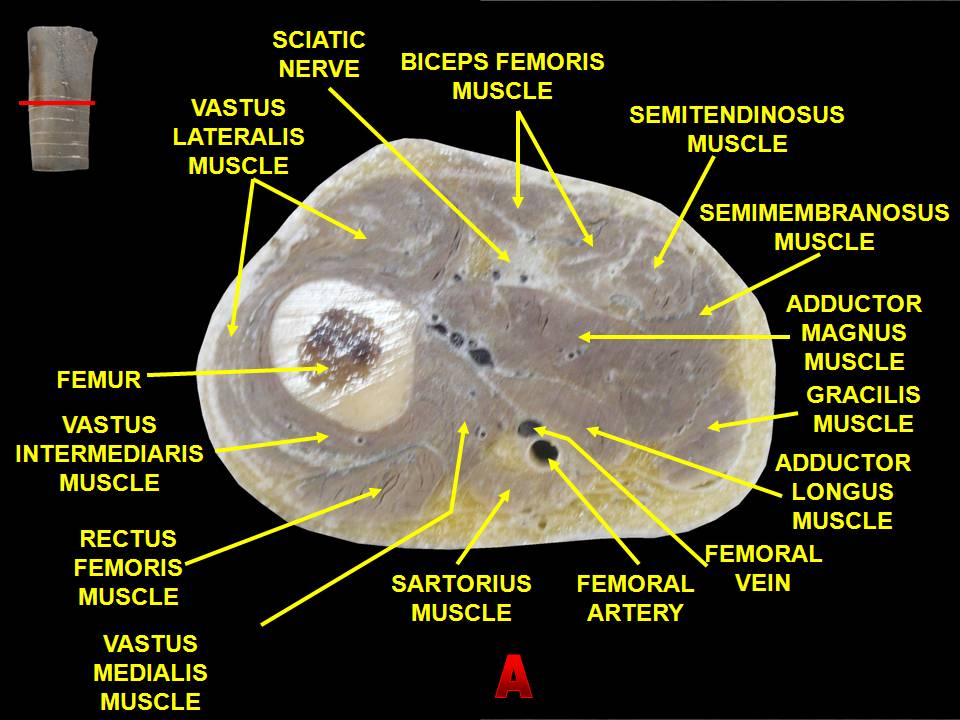